# James Lang
James J. "Reddie" Lang (març de 1851) fou un futbolista escocès de la dècada de 1870.
Fou internacional amb la selecció d'Escòcia. Defensà els colors de Third Lanark, The Wednesday i Burnley.